# 부전선
부전선(釜田線)은 가야역과 부전역을 잇는 총연장 2.2km의 노선이다. 동해선 방면에서 부전역으로 진입하고, 열차를 가야차량사무소로 회송하는 데 사용하는 노선이다.

## 역사
- 1944년 : 단선 노선으로 개통, 당시 명칭은 조동선(操東線)
- 1955년 9월 1일 : 노선명을 부전선으로 개칭[1]
- 2003년 12월 28일 : 복선화 개통
  - KTX 개통을 앞두고 일반열차의 종착역을 부전역으로 바꾸기 위하여 복선화되었다.
- 2008년 : 전철화 완료
- 2019년 4월 17일 : 철도 노선번호 변경에 따라 31102로 변경[2]

## 노선 정보
- 노선 거리 : 2.2km
- 운영 기관 : 한국철도공사(전 구간)
- 궤간 : 1435mm(표준궤)
- 통행 방식 : 좌측
- 역 수 : 2
- 복선 구간 : 전 구간
- 전철화 구간 : 전 구간
- 보안 장치 : ATS

## 역 목록
| 역명 | 로마자 역명 | 한자 역명 | 역간 거리 | 영업 거리 | 접속 노선                    | 소재지     | 소재지   |
| ---- | ----------- | --------- | --------- | --------- | ---------------------------- | ---------- | -------- |
| 가야 | Gaya        | 伽倻      | 0.0       | 0.0       | 가야선 ● 부산 도시철도 2호선 | 부산광역시 | 부산진구 |
| 부전 | Bujeon      | 釜田      | 2.2       | 2.2       | 동해선 ● 부산 도시철도 1호선 | 부산광역시 | 부산진구 |

## 노선 특징
여객 열차를 포함한 모든 열차가 운행되며, KTX 개통 이후 경전선 열차의 종착역이 부전역이 되면서 통행량이 더 늘어났다. 가야선과 동해선, 부전선은 서로 삼각형을 이루면서 만나고 있고, 안쪽으로 주거지가 있다. 특히 부전선 복선화 과정에서 주민들의 이주대책 마련에 대한 요구가 컸기 때문에 철로 점거 시위를 하려고 했으나 무산되었다. 설상가상으로 환경 영향평가마저도 지연되어서 주민들의 불만은 극에 달했다.
결국 KTX 개통에 맞추어 부전선은 복선화되었으나, 이후 주변 주민들의 불만은 완전히 해소되지 않았다.